# Grand Prix moto de Chine 2005
Le Grand Prix moto de Chine 2005 est le quatrième rendez-vous de la saison du championnat du monde de vitesse moto 2005. Il se déroule sur le circuit international de Shanghai du 29 avril au 1er mai 2005.

## Classement Moto GP
| Pos. | Pilote              | Moto     | Temps           | Grille | Points |
| ---- | ------------------- | -------- | --------------- | ------ | ------ |
| 1    | Valentino Rossi     | Yamaha   | 50 min 02 s 463 | 6      | 25     |
| 2    | Olivier Jacque      | Kawasaki | +1 s 700        | 15     | 20     |
| 3    | Marco Melandri      | Honda    | +16 s 574       | 2      | 16     |
| 4    | Sete Gibernau       | Honda    | +18 s 906       | 1      | 13     |
| 5    | Max Biaggi          | Honda    | +19 s 551       | 14     | 11     |
| 6    | Jurgen vd Goorbergh | Honda    | +21 s 622       | 19     | 10     |
| 7    | John Hopkins        | Suzuki   | +25 s 883       | 4      | 9      |
| 8    | Colin Edwards       | Yamaha   | +31 s 033       | 13     | 8      |
| 9    | Nicky Hayden        | Honda    | +39 s 299       | 5      | 7      |
| 10   | Rubén Xaus          | Yamaha   | +40 s 991       | 16     | 6      |
| 11   | Alex Barros         | Honda    | +44 s 014       | 11     | 5      |
| 12   | Loris Capirossi     | Ducati   | +44 s 401       | 3      | 4      |
| 13   | James Ellison       | Blata    | +53 s 449       | 21     | 3      |
| 14   | Toni Elías          | Yamaha   | +1 min 05 s 853 | 8      | 2      |
| 15   | Tohru Ukawa         | Moriwaki | +1 min 09 s 480 | 18     | 1      |
| 16   | Roberto Rolfo       | Ducati   | +1 min 15 s 293 | 17     |        |
| Abd. | Franco Battaini     | Blata    | Abandon         | 20     |        |
| Abd. | Kenny Roberts Jr    | Suzuki   | Abandon         | 9      |        |
| Abd. | Carlos Checa        | Ducati   | Abandon         | 7      |        |
| Abd. | Troy Bayliss        | Honda    | Abandon         | 12     |        |
| Abd. | Shinya Nakano       | Kawasaki | Abandon         | 10     |        |

## Classement250cm3
| Pos  | Pilote            | Moto    | Temps           | Grille | Points |
| ---- | ----------------- | ------- | --------------- | ------ | ------ |
| 1    | Daniel Pedrosa    | Honda   | 42 min 55 s 152 | 1      | 25     |
| 2    | Randy de Puniet   | Aprilia | +0 s 251        | 6      | 20     |
| 3    | Andrea Dovizioso  | Honda   | +1 s 554        | 5      | 16     |
| 4    | Casey Stoner      | Aprilia | +4 s 230        | 2      | 13     |
| 5    | Jorge Lorenzo     | Honda   | +6 s 027        | 3      | 11     |
| 6    | Hiroshi Aoyama    | Honda   | +23 s 969       | 10     | 10     |
| 7    | Héctor Barberá    | Honda   | +30 s 667       | 9      | 9      |
| 8    | Alex Debón        | Honda   | +32 s 039       | 15     | 8      |
| 9    | Sylvain Guintoli  | Aprilia | +32 s 452       | 8      | 7      |
| 10   | Yuki Takahashi    | Honda   | +37 s 772       | 13     | 6      |
| 11   | Simone Corsi      | Aprilia | +49 s 285       | 17     | 5      |
| 12   | Chaz Davies       | Aprilia | +49 s 509       | 11     | 4      |
| 13   | Alex Baldolini    | Aprilia | +49 s 530       | 19     | 3      |
| 14   | Roberto Locatelli | Aprilia | +49 s 771       | 16     | 2      |
| 15   | Andrea Ballerini  | Aprilia | +49 s 895       | 14     | 1      |
| 16   | Jakub Smrž        | Honda   | +1 min 02 s 122 | 12     |        |
| 17   | Mirko Giansanti   | Aprilia | +1 min 02 s 612 | 18     |        |
| 18   | Anthony West      | Aprilia | +1 min 17 s 358 | 25     |        |
| 19   | Grégory Leblanc   | Aprilia | +1 min 17 s 502 | 22     |        |
| 20   | Erwan Nigon       | Aprilia | +1 min 18 s 382 | 21     |        |
| 21   | Radomil Rous      | Honda   | +1 min 22 s 698 | 24     |        |
| 22   | Gabor Rizmayer    | Yamaha  | +1 tour         | 26     |        |
| Abd. | Sebastián Porto   | Aprilia | Abandon         | 4      |        |
| Abd. | Alex De Angelis   | Aprilia | Abandon         | 7      |        |
| Abd. | Fredrik Watz      | Yamaha  | Abandon         | 28     |        |
| Abd. | Dirk Heidolf      | Honda   | Abandon         | 23     |        |
| Abd. | Steve Jenkner     | Aprilia | Abandon         | 20     |        |

## Classement125cm3
| Pos  | Pilote             | Moto     | Temps           | Grille | Points |
| ---- | ------------------ | -------- | --------------- | ------ | ------ |
| 1    | Mattia Pasini      | Aprilia  | 46 min 30 s 273 | 15     | 25     |
| 2    | Fabrizio Lai       | Honda    | +0 s 065        | 6      | 20     |
| 3    | Gábor Talmácsi     | KTM      | +4 s 953        | 3      | 16     |
| 4    | Thomas Lüthi       | Honda    | +5 s 785        | 4      | 13     |
| 5    | Tomoyoshi Koyama   | Honda    | +10 s 617       | 8      | 11     |
| 6    | Marco Simoncelli   | Aprilia  | +11 s 959       | 2      | 10     |
| 7    | Aleix Espargaró    | Honda    | +25 s 951       | 16     | 9      |
| 8    | Pablo Nieto        | Derbi    | +27 s 152       | 14     | 8      |
| 9    | Lukáš Pešek        | Derbi    | +28 s 154       | 7      | 7      |
| 10   | Julián Simón       | KTM      | +28 s 707       | 5      | 6      |
| 11   | Mika Kallio        | KTM      | +32 s 488       | 1      | 5      |
| 12   | Manuel Poggiali    | Gilera   | +44 s 317       | 17     | 4      |
| 13   | Michele Pirro      | Malaguti | +58 s 618       | 11     | 3      |
| 14   | Joan Olivé         | Aprilia  | +59 s 376       | 27     | 2      |
| 15   | Héctor Faubel      | Aprilia  | +59 s 879       | 10     | 1      |
| 16   | Toshihisa Kuzuhara | Honda    | +1 min 00 s 836 | 9      |        |
| 17   | Álvaro Bautista    | Honda    | +1 min 05 s 476 | 13     |        |
| 18   | Andrea Iannone     | Aprilia  | +1 min 06 s 354 | 21     |        |
| 19   | Raymond Schouten   | Honda    | +1 min 13 s 199 | 32     |        |
| 20   | Mike Di Meglio     | Honda    | +1 min 14 s 696 | 12     |        |
| 21   | Alexis Masbou      | Honda    | +1 min 42 s 293 | 19     |        |
| 22   | Jordi Carchano     | Aprilia  | +1 min 46 s 227 | 33     |        |
| 23   | Julián Mirallés    | Aprilia  | +1 min 48 s 723 | 23     |        |
| 24   | Way On Cheung      | Honda    | +1 min 52 s 912 | 36     |        |
| 25   | Federico Sandi     | Honda    | +2 min 06 s 791 | 34     |        |
| 26   | Nicolás Terol      | Derbi    | +2 min 21 s 419 | 30     |        |
| 27   | Karel Abraham      | Aprilia  | +2 min 21 s 591 | 29     |        |
| 28   | Raffaele De Rosa   | Aprilia  | +2 min 24 s 441 | 26     |        |
| 29   | Sergio Gadea       | Aprilia  | +1 tour         | 22     |        |
| 30   | Imre Tóth          | Aprilia  | +2 tours        | 25     |        |
| 31   | Ho Wan Chow        | Honda    | +4 tours        | 37     |        |
| Abd. | Dario Giuseppetti  | Aprilia  | Abandon         | 28     |        |
| Abd. | Sandro Cortese     | Honda    | Abandon         | 18     |        |
| Abd. | Ángel Rodríguez    | Honda    | Abandon         | 24     |        |
| Abd. | Manuel Hernández   | Aprilia  | Abandon         | 20     |        |